# Cabildo Insular de Lanzarote

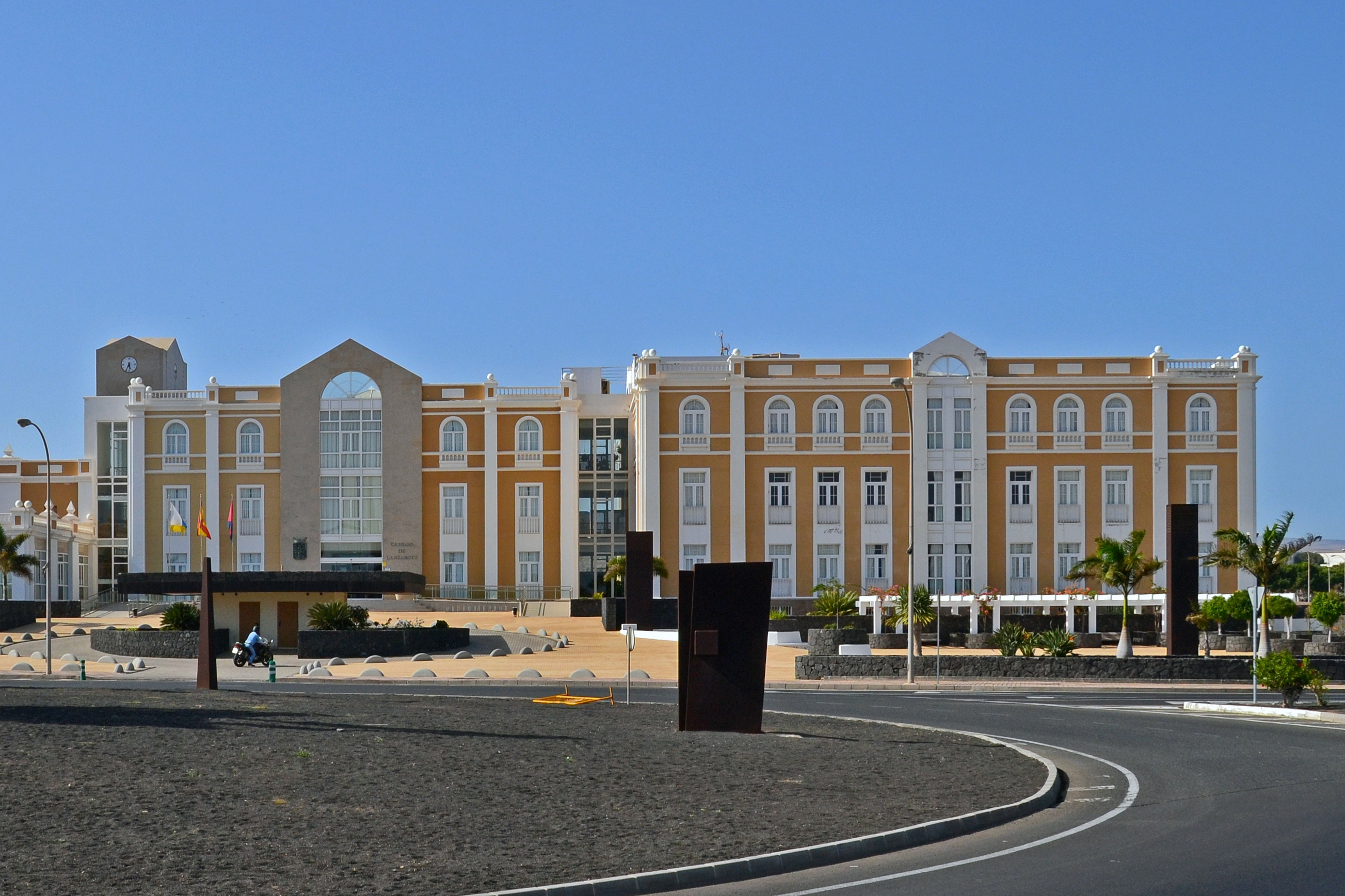
Gebäude des Cabildo Insular de Lanzarote

Wappen des Cabildo Insular de Lanzarote

Cabildo Insular de Lanzarote ist die Bezeichnung des Cabildo Insular, der Inselregierung der politisch zu Spanien gehörenden  Kanareninsel Lanzarote. Die Inselhauptstadt Arrecife ist Sitz des Cabildos.

## Allgemeines

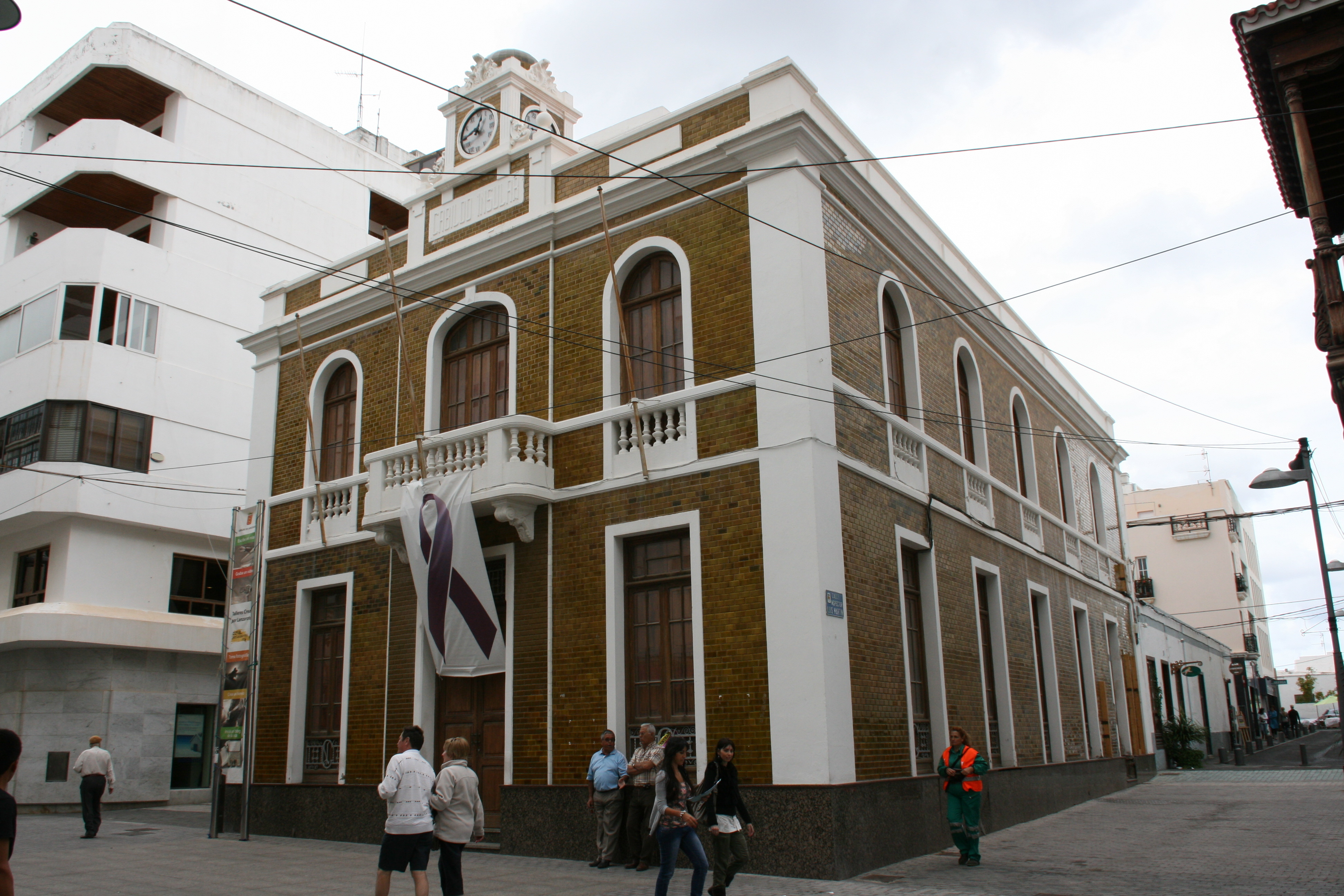
Regierungssitz bis 1997, Cabildo Viejo

Wie alle Cabildos der Kanarischen Inseln wurde das Cabildo von Lanzarote 1912 nach Inkrafttreten des Cabildo-Gesetzes (spanisch Ley de Cabildos) eingeführt. Die Zusammensetzung wird durch eine demokratische Wahl bestimmt. Die Inselregierung Lanzarotes nimmt heute unterhalb der Ebene der Provinz Las Palmas und oberhalb der Ebene der Gemeindeverwaltungen der sieben Inselgemeinden Arrecife, Haría, Teguise, Tinajo, San Bartolomé, Tías und Yaiza eigene Aufgaben wahr. Diese Aufgaben wurden im Gesetz 14/1990, vom 26. Juli 1990 neu geregelt. Zum Verwaltungsgebiet gehören auch die Inseln des Chinijo-Archipels mit der einzig dort bewohnten Insel La Graciosa.
Der heutige Regierungssitz wurde 1997 bezogen. Das Vorgängergebäude aus dem Jahr 1929 befindet sich im Zentrum Arrecifes in der Fußgängerzone Calle Leon y Castillo. Es wurde restauriert und darin am 4. August 2014 das Memorial Digital eröffnet, ein Archiv, das die Vergangenheit Lanzarotes digitalisiert. Des Weiteren befindet sich in dem 1997 zum Baudenkmal erklärten Gebäude eine Touristeninformation.

## Heutige Zusammensetzung
Präsident der Inselregierung ist seit den spanischen Kommunalwahlen vom 26. Juni 2023 Oswaldo Betancort García der Partei Coalición Canaria (CC). Er wurde am 4. Dezember 1976 in Teguise auf Lanzarote geboren. Die 23 Sitze des Inselrates sind aktuell wie folgt verteilt.
Regierung:
- Coalición Canaria (CC): 8
- Partido Popular (PP): 4

Opposition:
- Partido Socialista Obrero Español (PSOE): 8
- Nueva Canarias (NC) – Frente Amplio: 2
- Vox: 1

## Präsidenten des Cabildo Insular de Lanzarote
- Domingo Armas Martinón:  16. März 1913 – 1. Januar 1916
- Rafael Ramírez Vega:  1. Januar 1916 – 3. Januar 1918
- Francisco Hernández Arata:  3. Januar 1918 – 1. April 1920
- Fernando Cerdeña Bethencourt:  1. April 1920 – 30. Januar 1924
- Adolfo Topham Martinón:  30. Januar 1924 – 1. April 1924
- Rafael Cabrera Martinón:  1. April 1924 – 1.  Januar 1926
- Carlos Sáenz Infante:  1. Januar 1926 – 6. April 1930
- Fernando Cerdeña Bethencourt (2. Amtszeit):  6. April 1930 – 15. April 1931
- Casto Martínez González:  15. April 1931 – 16. April 1931
- Tomás Lubary González:  16. April 1931 – 4. Mai 1931
- Carlos Franquis Gil:  4. Mai 1931 – 3. Oktober 1931
- José López Betancort:  3. Oktober 1931 – 31. August 1933
- Sebastián Velázquez Cabrera:  31. August 1933 – 22. April 1935
- José Bethencourt González:  22. April 1935 – 7. März 1936
- Félix Pérez Camacho: 7. April 1936 – 1. August 1936
- José Bethencourt González (2. Amtszeit):  1. August 1936 – 3. August 1936
- Miguel Cabrera Martinón: 3. August 1936 – 3. Dezember 1936
- Manuel Arencibia Suárez: 3. Dezember 1936 – 30. März 1938
- Isidro López Socas: 30. März 1938 – 28. Dezember 1938
- Augusto Lorenzo Quintana: 28. September 1938 – 13. Oktober 1949
- José María de Paíz García: 13. Oktober 1949 – 23. April 1951
- Francisco Matallana Cabrera: 23. April 1951 – 2. August 1953
- Bonifacio Villalobos Guerrero: 2. August 1953 – 23. August 1955
- Esteban Armas García: 23. August 1955 – 8. Februar 1960
- José Ramírez Cerdá: 8. Februar 1960 – 20. September 1974
- Francisco Gómez Ruiz: 20. September 1974 – 23. April 1977
- Agustín Acosta Cruz: 23. April 1977 – 10. Oktober 1978
- Nicolás de Páiz Pereyra: 10. Oktober 1978 – 19. April 1979
- Antonio Lorenzo Martín: 19. April 1979 – 23. Mai 1983 (UCD)
- Enrique Pérez Parrilla: 23. Mai 1983 – 30. Juni 1987 (PSOE)
- Nicolás de Páiz Pereyra (2. Amtszeit): 30. Juni 1987 – 21. Juni 1991 (CDS)
- Dimas Martín Martín: 21. Juni 1991 – 7. August 1993 (PIL)
- Sebastiana (Chana) Perera Brito: 7. August 1993 – 21. Juni 1994 (PIL)
- Enrique Pérez Parrilla (2. Amtszeit): 21. Juni 1994 – 23. Juni 1995 (PSOE)
- Juan Carlos Becerra Robayna: 23. Juni 1995 – 6. September 1996 (PIL)
- Pedro Manuel de Armas San Ginés: 6. September 1996 – 10. März 1997 (PIL)
- Enrique Pérez Parrilla (3. Amtszeit): 10. März 1997 – 21. Juni 2003 (PSOE)
- Dimas Martín Martín (2. Amtszeit): 21. Juni 2003 – 14. Juli 2004 (PIL)
- Mario Pérez Hernández (Übergangsregierung): 10. Januar 2004 – 26. Juli  2004 (CC)
- María José Docal Serrano: 26. Juli 2004 – 23.  Februar 2005 (PIL)
- Plácida Guerra Cabrera (Übergangsregierung): 18. Februar 2005 – 23. Februar 2005 (PIL)
- Francisco Domingo Cabrera García: 23. Februar 2005 – 14. Juni 2005 (PP)
- María Dolores Luzardo de León (Übergangsregierung): 14. Juni 2005 – 30. Juni 2005 (PP)
- Inés Nieves Rojas de León: 30. Juni 2005 – 22. Juni 2007 (CC)
- Manuela Armas Rodríguez: 22. Juni 2007 – 17. Oktober 2009 (PSOE)
- Perdo San Ginés Gutiérrez (am 22. Mai 2011 und 24. Mai 2015 wiedergewählt): 17. Oktober 2009 – 27. Juni 2019 (CC)
- Dolores Corujo: 27. Juni 2019 – 26. Juni 2023	(PSOE)
- Oswaldo Betancort	García: 26. Juni 2023 – heute (CC)